# Orincles
Orincles ist eine französische Gemeinde mit 361 Einwohnern (Stand 1. Januar 2022) im Département Hautes-Pyrénées in der Region Okzitanien. Sie gehört zum Kanton Ossun und zum Arrondissement Tarbes. 

## Lage
Sie ist umgeben von folgenden Nachbargemeinden:
| Barry  | Bénac                                       | Layrisse                 |
| Julos  | Kompassrose, die auf Nachbargemeinden zeigt | Loucrup                  |
| Paréac | Escoubès-Pouts                              | Astugue, Arrayou-Lahitte |

## Bevölkerungsentwicklung
| Jahr                       | 1962 | 1968 | 1975 | 1982 | 1990 | 1999 | 2008 | 2016 |
| -------------------------- | ---- | ---- | ---- | ---- | ---- | ---- | ---- | ---- |
| Einwohner                  | 280  | 282  | 251  | 252  | 236  | 261  | 309  | 335  |
| Quellen: Cassini und INSEE |      |      |      |      |      |      |      |      |